# Thayer (Illinois)
Thayer – wieś w Stanach Zjednoczonych, w stanie Illinois, w hrabstwie Sangamon.